# Gillian Lynne

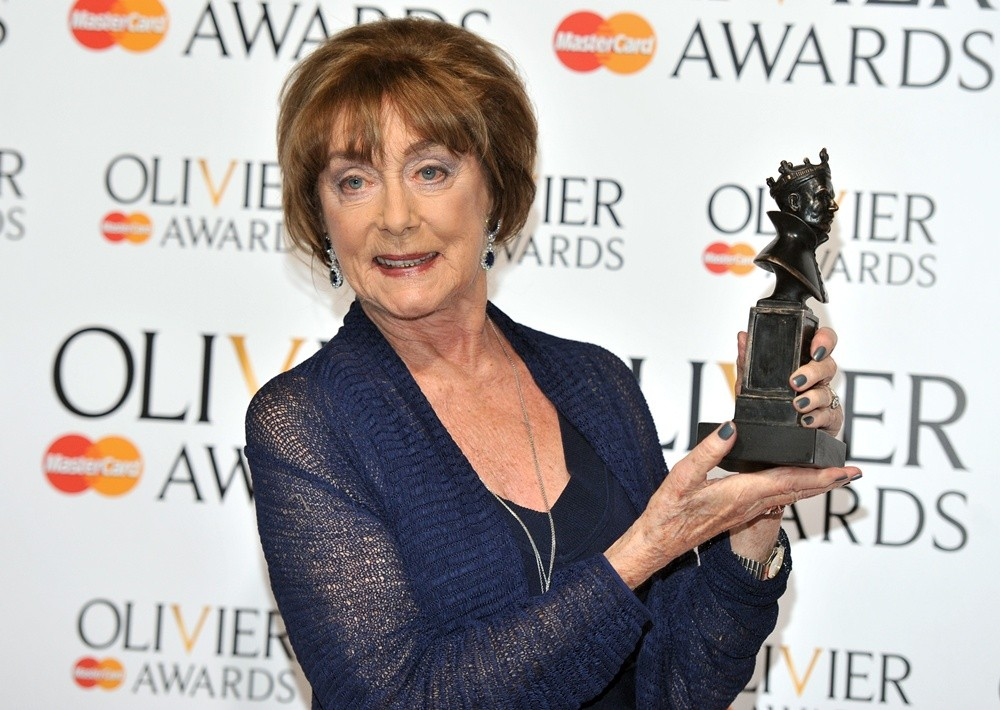
Gillian Lynne (2013)

Gillian Barbara Lynne (z domu Pyrke), OBE (ur. 20 lutego 1926 w Londynie, zm. 1 lipca 2018 tamże) – brytyjska balerina i choreografka, reżyserka teatralna i telewizyjna. Najbardziej znana ze współpracy przy tworzeniu musicali Koty i Upiór w operze.

## Wczesne lata
Lynne urodziła się na południowo-wschodnich przedmieściach Londynu jako córka biznesmena, Leslie Pyrke i tancerki Barbary z domu Hart. Jej talent został odkryty przez lekarza psychiatrę, do którego została zabrana w celu wyleczenia nadpobudliwości i braku koncentracji. Jej matka zginęła w wypadku samochodowym 8 lipca 1939 roku w Coventry, gdy Lynne miała zaledwie 13 lat.

## Jako tancerka

### Balet klasyczny
Lynne debiutowała w wieku 16 lat w Sadler’s Wells Ballet Company w balecie Jezioro łabędzie Czajkowskiego w roli Oddetty/Odylii.
Wraz z otwarciem po wojnie Royal Opera House zespół utworzył Royal Ballet, Lynne odtwarzała w nim m.in. główne role w Śpiącej Królewnie (w 20 urodziny), jako Czarna Królowa w balecie Szach-mat oraz jako Mirta w Giselle.

### West End, film i telewizja
W 1951 roku Gillian Lynne opuściła deski baletu klasycznego przenosząc się na West End do teatru London Palladium występując m.in. jako Claudine w Can Can. Zagrała również w tym czasie w kilku filmach, m.in. u boku Errola Flynna. Pojawiła się również się jako tancerka i aktorka w pierwszych programach brytyjskiej telewizji.

## Jako choreograf i reżyser
W latach sześćdziesiątych Gillian Lynne zakończyła karierę sceniczną poświęcając się od tej pory choreografii. Współuczestniczyła w tworzeniu dziesiątek spektakli w Royal Opera House, na rzecz Royal Shakespeare Company, teatrów West Endu i Broadwayu. Jej najbardziej znaną twórczością jest współpraca z kompozytorem Andrew Lloyd Webberen przy musicalach:
- Koty (Cats) w 1981
- Upiór w operze (Phantom of the Opera) w 1986
- Aspects of Love w 1990

Artystka była również choreografem kilku dzieł wystawianych na Broadwayu. Prowadziła firmę Lean Two Productions zajmującą się produkcją spektakli telewizyjnych i filmowych.

### Spektakle
- Collages – 1963 – reżyser/choreograf/wykonawca
- Round Leicester Square – 1963 – reżyser
- The Roar of the Greasepaint – the Smell of the Crowd – 1965 – choreograf
- Pickwick – 1965 – choreograf
- The Matchgirls – 1966 – reżyser/choreograf
- The Flying Dutchman – 1966 – choreograf
- Bluebeard – 1966 – reżyser/choreograf
- How Now Dow Jones – 1967 – choreograf
- The Midsummer Marriage – 1968 – choreograf
- The Trojans – 1969 – choreograf
- Phil The Fluter – 1969 – choreograf
- Love on the Dole – 1970 – reżyser/choreograf
- Tonight At 8.30 – 1970/71 – reżyser
- The Ambassador – 1971 – choreograf
- Lillywhite Lies – 1971 – reżyser
- Liberty Ranch – 1972 – reżyser/choreograf
- Once Upon A Time – 1972 – reżyser/choreograf
- The Card – 1973 – choreograf
- Hans Christian Andersen – 1975 – choreograf
- The Comedy of Errors – 1976 – choreograf
- A Midsummer Night’s Dream – 1977 – współreżyser
- As You Like It – 1977 – choreograf
- The Way of the World – 1978 – choreograf
- My Fair Lady – 1978 – choreograf
- Thuis Best – 1978 – reżyser/choreograf

- Parsifal – 1979 – choreograf
- Once In A Lifetime – 1979 – choreograf
- Songbook – 1979 – choreograf
- Jeeves Takes Charge – 1980 – reżyser
- Tomfoolery – 1980 – reżyser/choreograf
- To Those Born Later – 1981 – reżyser
- Cats – 1981 – współreżyser/choreograf
- La Ronde – 1982 – współreżyser
- Alone Plus One – 1982 – reżyser/wykonawca
- The Rehearsal – 1983 – reżyser
- The Phantom of the Opera – 1986 – choreograf
- Cabaret – 1986 – reżyser/choreograf
- Faust – 1990 – choreograf
- Aspects of Love – 1990 – choreograf
- Dance for Life Gala – 1991 – reżyser/producent
- Valentine’s Day – 1991 – reżyser/choreograf
- Pickwick – 1993 – choreograf
- That’s What Friends Are For! – 1996 – reżyser
- Avow – 1996 – reżyser
- What the World Needs Now – 1998 – reżyser/choreograf
- Gigi – 1999 – reżyser/choreograf
- Richard Whittington – 1999 – reżyser/choreograf
- The Secret Garden – 2000 – choreograf
- Chitty Chitty Bang Bang – 2002 & 2005 – choreograf

## Filmy
- The Master of Ballantrae – 1953 – aktorka/choreograf
- The Last Man to Hang? – 1956 – aktorka
- Make Mine a Million – 1959 – aktorka
- Wonderful Life – 1963/64 – choreograf
- Every Day’s a Holiday – 1965 – choreograf
- Three Hats for Lisa – 1964 – choreograf
- Half a Sixpence – 1967 – choreograf
- Mister Ten Per Cent – 1967 – choreograf
- 200 Motels – 1971 – choreograf

- Mr. Love – 1972 – choreograf
- Man of La Mancha – 1972 – choreograf
- Under Milk Wood – 1972 – choreograf
- The Old Curiosity Shop – 1974 – choreograf
- Yentl – 1982 – choreograf
- Alice in Wonderland – 1985 – choreograf
- European Vacation – 1985 – choreograf
- Cats (ekranizacja) – 1997 – choreograf

## Życie osobiste
Artystka była dwukrotnie zamężna. Jej pierwszym mężem był prawnik, Patrick St. John Back. W 1980 poślubiła nowozelandzkiego aktora Petera Landa.
W październiku 2011 opublikowała pamiętniki

## Nagrody
- 1977 – Laurence Olivier Award, najlepszy musical (Comedy of Errors)[4]
- 1978 – Laurence Olivier Award, najlepsza sztuka (ONCE IN A LIFETIME)[4]
- 1979 – Laurence Olivier Award, najlepszy musical (Songbook)[4]
- 1981 – Laurence Olivier Award, najlepsza choreografia (Cats)[4]
- 1984 – Silver Order of Merit, reżyseria (Cats), Wiedeń[4]
- 1987 – BAFTA, reżyseria i choreografia (Simple Man)[4]
- 1989 – Moliere Award choreografia (Cats) Paryż[4]
- 2001 – The Queen Elizabeth II Coronation Award przyznana przez Royal Academy of Dance[4].

W 1997 roku Gillian Lynne otrzymała z rąk królowej Elżbiety II order OBE. 1 maja 2018 jej imieniem nazwano teatr na West Endzie, uprzednio znany jako New London Theatre.